# ¿Qué dirá mi esposa? (película)
¿Qué dirá mi esposa? (título original: Co rekne zena?) es una película checoslovaca-polaca de comedia de 1958, dirigida por Jaroslav Mach, que a su vez la escribió junto a Jan Fethke, Václav Jelínek y Zdzislaw Skowronski, musicalizada por Wladyslaw Szpilman, en la fotografía estuvo Boguslaw Lambach y el elenco está compuesto por Wienczyslaw Glinski, Barbara Polomska y Roman Polanski, entre otros. El filme fue realizado por Ceskoslovenský Státní Film, Filmové studio Barrandov y Zespol Filmowy “Iluzjon”; se estrenó el 26 de septiembre de 1958.

## Sinopsis
Las entretenidas aventuras de un escritor de Checoslovaquia, Tuma, que junto a una seductora guía reúne materiales para su siguiente trabajo.